# Сенг-Мугань
Сенг-Мугань (азерб.: Səngi Muğan adası) — острів у Каспійському морі поблизу південно-східного узбережжя Азербайджану приблизно в 60 км на південь від Бакинської бухти та в 20 км на північний схід від мису Бяндован. Є одним з островів Бакинського архіпелагу.

## Назва
Є кілька варіантів назви острова Сенг-Мугань — Сенги-Мугань, Санги-Мугань та інші. Окрім того вживалась російськомовна назва Свиной. Назва острова у перекладі з перської дослівно означає «Камінь Магів». Магами старовину називали зороастрійських жерців, релігії, яка була розповсюджена на території Азербайджану до середньовіччя. Цікаво, що недалеко від нього знаходиться ще один острів з подібною за сенсом назвою «Камінь Ігнатія» (латинською Камінь вогню).

## Опис
Це маленький (не більше 1 км в довжину та 1 км в ширину) острів з рідкою рослиннінтю та двома кратерами грязевих вулканів, оточені мілинами. У радянські часи тут була метеорологічна станція та невелике селище при ній.

## Історія

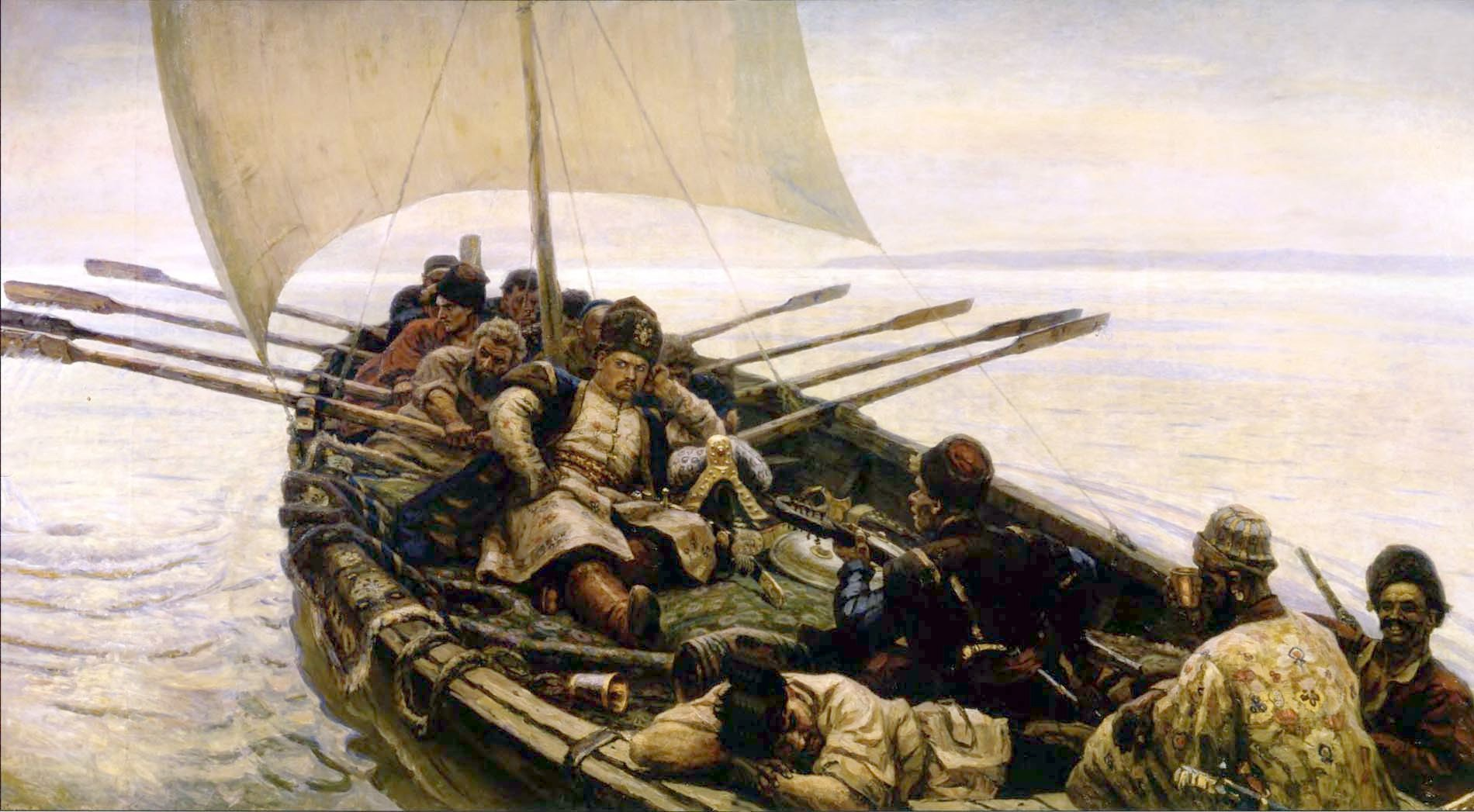
Картина Василя Сурікова «Стенька Разін» (1906 рік) Російський музей у Санкт-Петербурзі

Сенг-Мугань знаходився на важливому морському шляху на південь Каспію, а також до виходу на річку Куру, що приваблювало мореходів середньовіччя. В акваторії острова було знайдено велику кількість якорів різної конструкції епохи раннього середньовіччя.
Виникнення грязевих вулканів пов'язано з нафтогазоносними пластами. При цьому наявність зразу двох грязьових вулканів на невеликій території свідчить про близьке залягання нафти та газу. Цілком ймовірно, що в епоху середньовіччя на острові газ міг вириватись на поверхню та горіти вічним полум'ям, яке вражало уяву давніх мореплавців. Ці вогні породили відому тільки в Азербайджані традицію будівництва зороастрійських храмів, розташованих на природних джерелах вогню. На Сенг-Мугані також міг існувати храм вогню такого типу, при цьому як будівельні матеріали могла використовуватись вулканічна глина. Однак ця гіпотеза поки не має підтвердження.
Можливо біля цього острова у 1669 році пройшла Битва біля Свиного острова між козацьким військом Степана Разіна та великим флотом перського шаха під командуванням Мамед-хана астарнинського, яка закінчилась перемогою козаків. У цій битві у полон до разінців потрапили син та дочка командуючого перським флотом. Дівчина була тою перською княжною яку Степан Разін згодом, як співається в пісні рос. «Из-за острова на стрежень» начебто кинув з корабля у воду. Однак за іншою версією ця подія відбулась біля острова Сари.